# Щукинская (станция метро)
«Щу́кинская» — станция Московского метрополитена. Расположена на Таганско-Краснопресненской линии метро между станциями «Октябрьское поле» и «Спартак», на северо-западе Москвы.

## История
Станция открыта в 1975 году в составе участка «Октябрьское Поле» — «Планерная», после ввода в эксплуатацию которого в Московском метрополитене стало 103 станции. Название дано по району Щукино, на территории которого она расположена. 
В 1991 году предлагалось изменить название на «Щукино».

## Вестибюли и пересадки
Станция имеет два выхода в город:
- Южный выход оснащён тремя эскалаторами типа ЛТ-5. Присутствуют турникеты и на вход, и на выход.
- Северный выход оснащён лестницей. Присутствуют турникеты и на вход, и на выход.

Наземные вестибюли отсутствуют. Выход по подземным переходам на улицы Маршала Василевского, Академика Бочвара, Щукинскую, Новощукинскую. В отделке стен подземных вестибюлей использован розовый мрамор.
Возле северного выхода находится конечная остановка большого количества автобусных маршрутов и крупный трамвайный узел. Это связано с тем, что до открытия станции «Строгино» «Щукинская» являлась фактически единственной доступной жителям огромного жилого района Строгино станцией метро, не находясь при этом в зоне шаговой доступности от района.
25 июня 2021 года недалеко от северного выхода открылась одноимённая станция МЦД-2 (платформа Рижского направления Московской железной дороги), на которую организована наземная пересадка со станции метро.

## Конструкция и оформление
«Щукинская» — колонная станция мелкого заложения (глубина — 13 м) с тремя пролётами. Авторы проекта — Н. А. Алёшина, Н. К. Самойлова и М. Н. Алексеев.
На станции — 38 пар железобетонных колонн с шагом 4 м, отделанных серо-жёлтым мрамором «газган» и украшенных алюминиевыми вставками. Путевые стены отделаны гофрированными листами анодированного под бронзу алюминия шириной 1 м и высотой в 3,9 м (такая отделка впервые была применена в московском метро именно на «Щукинской»; аналогичную отделку имеют путевые стены на станции «Владыкино») и украшены декоративным панно с изображением московских новостроек 1970-х годов. Пол выложен серыми и розово-серыми гранитными плитами с вставками из чёрного лабрадорита в виде прямых и ломаных полос.
Кассовые залы вестибюлей выполнены в единой цветовой гамме. При облицовке стен и колонн использовался мрамор «буровщина». Декоративные решёты анодированы в цвет меди. Полы выполнены из серо-розового гранита вуоксинского месторождения.

## Наземный общественный транспорт
На этой станции можно пересесть на следующие маршруты городского пассажирского транспорта:
- Автобусы: 60, 100, 137, 253, 310, 638, 640, 687, 798, 800
- Трамваи: 10, 15, 21, 28, 30, 31

## Станция в искусстве
- Станция упомянута в книге Дмитрия Сафонова «Метро».
- На станции снимали сцены встречи Нового года в фильме «Три дня в Москве». В фильме показана станция в процессе её строительства.

## Станция в цифрах
- Код станции — 125.
- Пассажиропоток станции за 1 квартал 2023 года по данным Портала открытых данных Правительства Москвы: 38,2 тыс. чел. в сутки на вход и 38,0 тыс. чел. в сутки на выход[4].
- При открытии станция стала «юбилейной» 100-й станцией московского метрополитена.
- Таблица времени прохождения первого поезда через станцию[5]:

| По чётным числам                     | Будние дни | Выходные дни |
| По нечётным числам                   | Будние дни | Выходные дни |
| В сторону станции «Октябрьское Поле» | 05:51:00   | 05:50:00     |
| В сторону станции «Октябрьское Поле» | 05:51:00   | 05:43:00     |
| В сторону станции «Спартак»          | 05:47:00   | 05:45:00     |
| В сторону станции «Спартак»          | 05:44:00   | 05:51:00     |

## Галерея

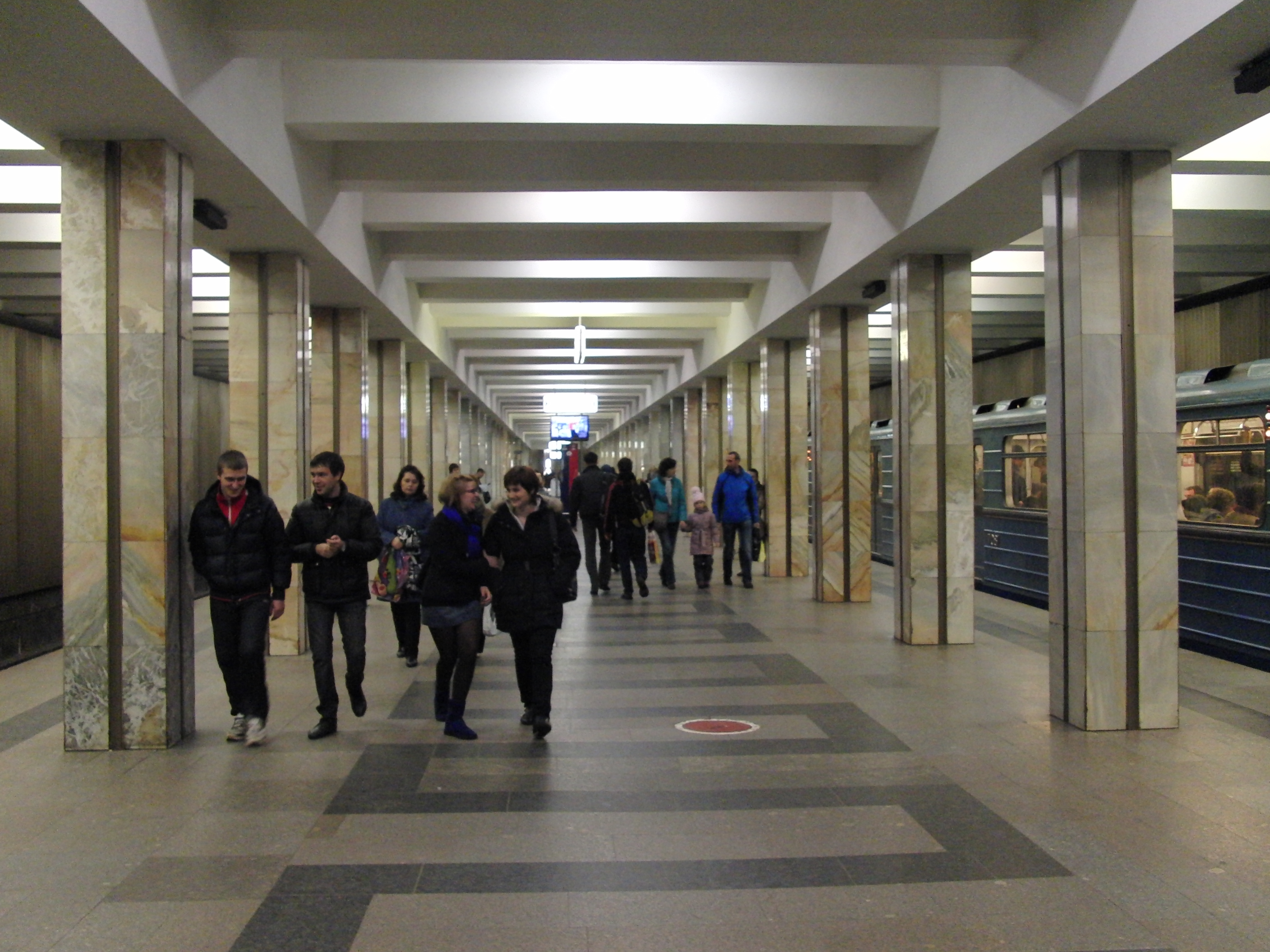
Зал станции
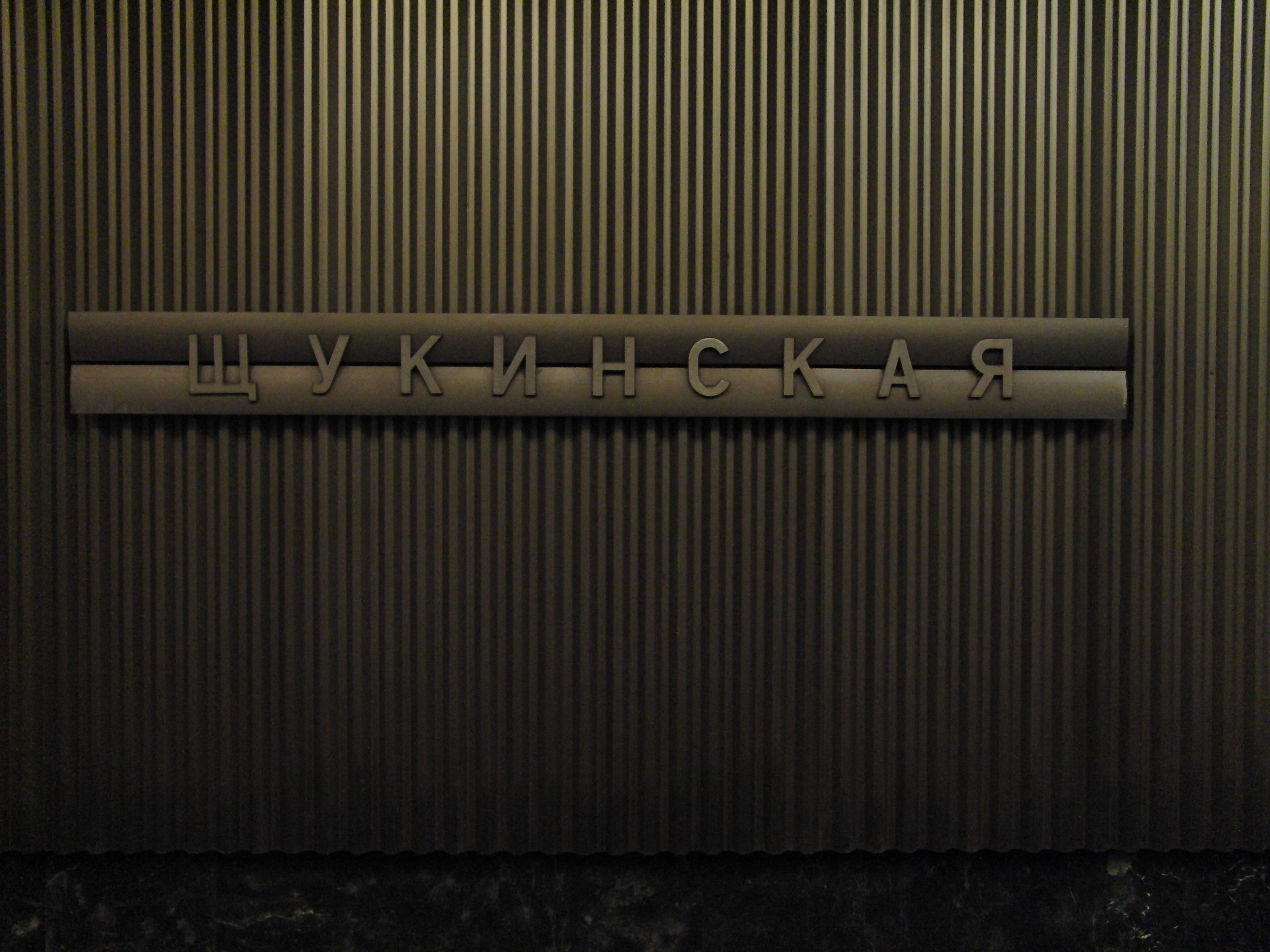
Название станции на путевой стене. 30 октября 2010 года
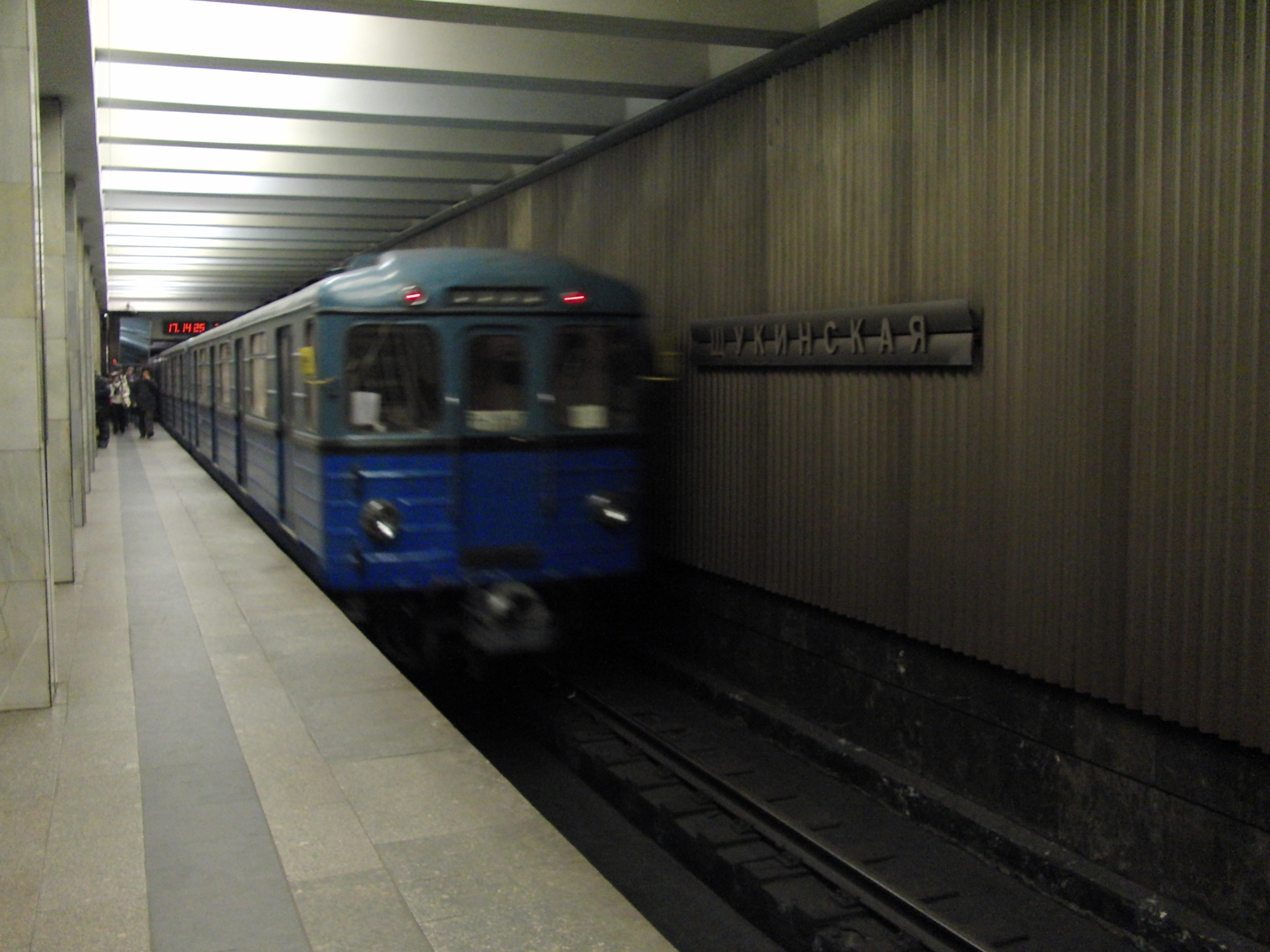
Посадочная платформа. 30 октября 2010 года